# Zophobas
Genre
Zophobas est un genre de coléoptères de la famille des Tenebrionidae (les ténébrions). Les espèces de ce genre sont originaires des Amériques, où elles sont réparties depuis les régions néotropicales jusqu'à l’extrême sud des États-Unis.
L’espèce Zophobas atratus (parfois nommée sous le synonyme Zophobas morio) est connue par ses larves de grande taille, appelées communément en anglais « supervers », qui sont largement utilisées comme nourriture pour divers animaux exotiques en captivité, notamment les reptiles et amphibiens.

## Écologie et comportement
À l’état naturel, les larves de Zophobas se développent dans des milieux riches en matière organique, comme le guano de chauves-souris. Elles présentent un comportement cannibale, s’attaquant fréquemment aux nymphes de leur propre espèce.
Des recherches récentes ont également mis en évidence leur capacité à digérer le polystyrène, ce qui a attiré l'attention des scientifiques pour son potentiel dans le traitement des déchets plastiques.

## Liste des espèces
Selon GBIF (29 juin 2025) :
- Zophobas atratus (Fabricius, 1775)
- Zophobas costatus Pic, 1921
- Zophobas diversicolor Pic, 1921
- Zophobas erosicollis Kraatz, 1880
- Zophobas klingelhoefferi Kraatz, 1880
- Zophobas macretus Kraatz, 1880
- Zophobas maculicollis Kirsch, 1866
- Zophobas opacus (Sahlberg, 1823)
- Zophobas quadrinotatus Kraatz, 1880
- Zophobas quadripustulatus Fabricius, 1801
- Zophobas signatus Champion, 1885
- Zophobas tridentatus Kraatz, 1880

## Systématique
Le nom valide complet (avec auteur) de ce taxon est Zophobas Dejean, 1834.
Pour Taxonomicon, le nom valide de ce genre est Zophobas Blanchard, 1845.
Zophobas a pour synonymes :
- Macrozophobas Pic, 1913
- Pythonissus Gistel, 1834
- Zaphobas Papp, 1961
- Zophabas Motschoulsky, 1872